# دروازه‌بان (فوتبال)

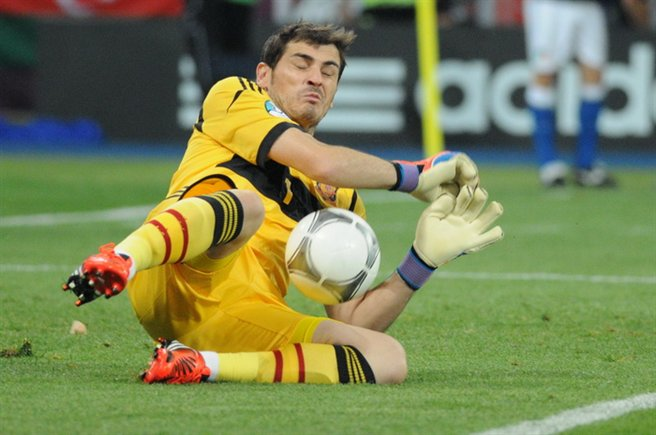
ایکر کاسیاس، دروازه‌بان مردان و کاپیتان پیشین تیم ملّی فوتبال مردان اسپانیا - از کاسیاس به عنوان یکی از بهترین دروازه‌بانان دو دهه اول قرن اخیر یاد می‌شود. وی همچنین پنج سال پیاپی به عنوان بهترین دروازه‌بان جهان برگزیده شد.

دروازه‌بان (به انگلیسی: Goalkeeper) در تعریف فدراسیون بین‌المللی فوتبال به بازیکنی گفته می‌شود که فضایی را در میان خط حملهٔ حریف و دروازهٔ خودی، به عنوان واپسین نفر دفاعی تیم، محافظت می‌کند. وظیفهٔ اصلی دروازه‌بان مراقبت از دروازه و پیشگیری از دریافت گل است.
دروازه‌بان تنها بازیکنی است که حق استفاده از دست برای محافظت از دروازهٔ خودی را دارد. او فقط در محوطهٔ جریمهٔ تیم خودی و فقط به مدت ۶ ثانیه می‌تواند در دست خود نگه دارد. تیم‌ها باید در همه لحظه‌های بازی یک دروازه‌بان داشته باشند.
اگر یک دروازه‌بان به دلیل‌های گوناگون (مصدوم یا اخراج شدن) مجبور به ترک زمین شود، بازیکن دیگری باید به جای او درون دروازه قرار بگیرد. (حتی اگر برای تیم هیچ تعویضی باقی نمانده باشد و از تمام تعویض‌های مجاز تیم استفاده شده باشد).
امروزه در فوتبال مدرن دروازه‌بان‌ها افزون بر حفاظت از دروازه خود نقش گسترده‌تری را برعهده گرفته‌اند. دروازه‌بانان افزون بر مهارت ویژه استفاده از دستان باید کار با پای خوبی هم داشته باشند تا بتوانند به خوبی فضای بین خط دفاعی و دروازه را پر کنند و حتی در گاهی از مواقع، تیم‌ها بازیسازی را از خط دفاع آغاز می‌کنند و این سبب شده تا دروازه‌بانان بتوانند نقش گسترده‌تری در بازی پیدا کنند. نمونه آن مانوئل نویر، دروازه‌بان تیم ملی فوتبال آلمان که در جام جهانی ۲۰۱۴ میانگین دقت پاس‌های بلندش از مسی و رونالدو بیشتر بود و مارک-آندره تر اشتگن دروازه‌بان آلمانی باشگاه بارسلونا که توانسته تعداد زیادی پاس گل بدهد. دروازه‌بان‌ها همچنین نقش رهبر خط دفاع را دارند پس باید به توانند به خوبی با بازیکنان ارتباط برقرار کنند.

## دروازه فوتبال

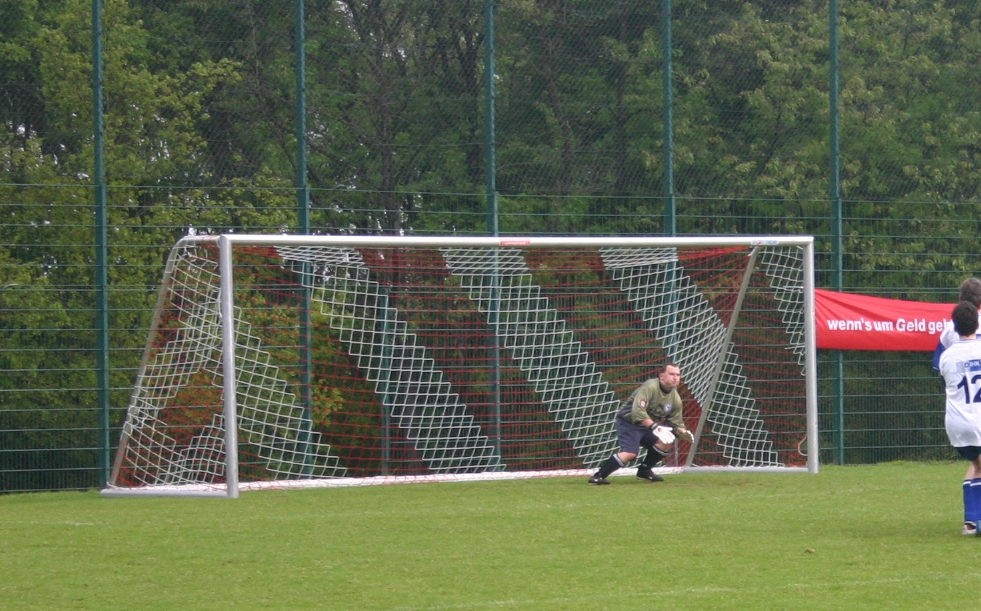
دروازه فوتبال

دروازه در فوتبال فضایی در دو سوی زمین بازی و چهارچوب مانندی است فلزی که قسمت پایینی آن را زمین تشکیل می‌دهد و با خطی سفید نشان داده شده است. اگر توپ از این چارچوب و خط عبور کند، توپ داخل دروازه شده که اصطلاحا می‌گویند گل شده‌است. باید توجه داشت که توپ به طور ‌کامل باید از تمام خط عبور کند تا به اصطلاح گل شود. درون دروازه با تور از فضای بیرون جدا شده است.
اندازه دروازه فوتبال چمنی، براساس گروه سنی بازیکنان تعیین می‌شود، اما به طور کلی طبق قوانین فیفا، در بازی‌های رسمی بزرگسالان، دروازه یک مستطیل ۷/۳۲ متری در ۲/۴۴ متری است.
دروازه‌بان در دروازه می ایستد تا مانع گل خوردن شود.

## پوشاک و کیت

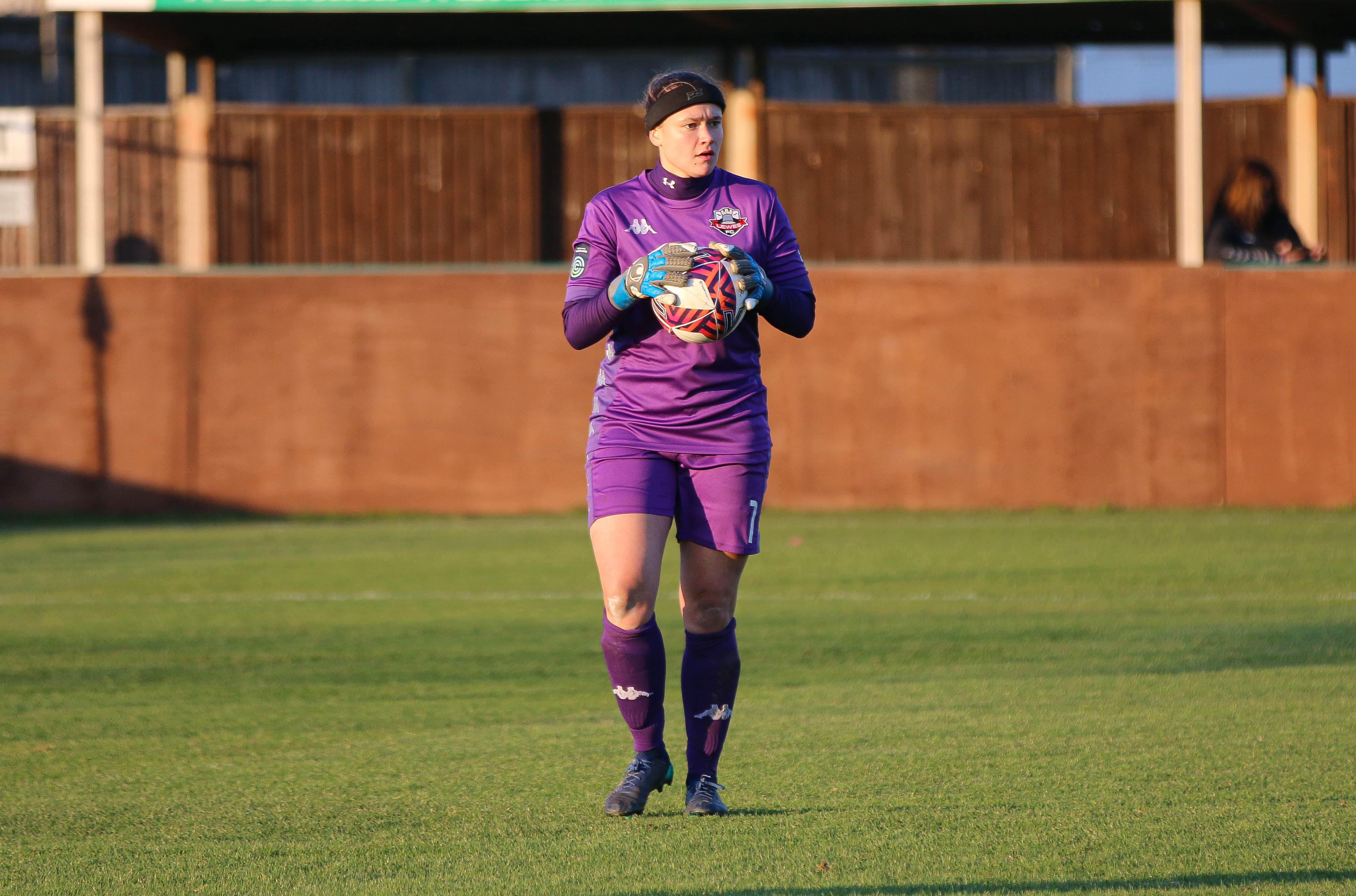
یک دروازه‌بان زن در حال تمرین که از پوشاک حرفه‌ای ویژه دروازه‌بانی شامل دست‌کش بهره می‌برد.

رنگ کیت دروازه‌بان با بقیهٔ بازیکنان تیم متفاوت است و در بیشتر تیم‌ها معمولاً شمارهٔ ۱ مخصوص یکی از دروازه‌بان‌های تیم می‌باشد. اگرچه که استثناهایی وجود داشته‌اند که از آن جمله می‌توان به ویتور بایا دروازه‌بان تیم ملی فوتبال پرتغال اشاره کرد که شمارهٔ ۹۹ می‌پوشید و اوبالدو فیلول دروازه‌بان تیم ملی فوتبال آرژانتین در جام جهانی ۱۹۷۸ و ۱۹۸۲ که شمارهٔ ۵ و ۷ را بر تن می‌کرد.
بیشتر در تیم‌ها شماره‌های ۱، و ۱۲ و ۱۳ و ۲۲ ویژه دروازه‌بان‌هاست.

## بهترین دروازه‌بانان جهان
- لو یاشین

- جانلوئیجی بوفون

- ایکر کاسیاس

- الیور کان

- دینو زوف

- سپ مایر

- گوردون بنکس

- اوبالدو فیلول

- پیتر اشمایکل

- پیتر چک

- ریکاردو زامورا

- ادوین ون در سار

- پیتر شیلتون

- آندریاس کوپکه

- مانوئل نویر